# Cultura di Weimar
Durante la Repubblica di Weimar, fra il 1919 e il 1933 la Germania conobbe una intensa fase di espansione artistica, culturale e scientifica. Il filosofo Ernst Bloch descrisse quel periodo come una nuova "età di Pericle".
Questo ampio fermento culturale è stato denominato "cultura di Weimar", sebbene tale definizione sia stata criticata in quanto etichetta applicata a posteriori a fenomeni culturali molto eterogenei, per quanto compresenti. Lo storico Hagen Schulze ha scritto:

## Ambiti culturali
Da un punto di vista politico-economico, la Germania si confrontava con i duri termini della riparazione imposta dal Trattato di Versailles, che pose fine alla prima guerra mondiale: fra le conseguenze ci fu anche un alto livello di inflazione. Ciononostante, negli anni venti del Novecento Berlino, grazie anche al nuovo clima di libertà politica, era il motore di una rivoluzione culturale. I 14 anni della Repubblica di Weimar furono infatti caratterizzati da una notevole produzione intellettuale: gli artisti tedeschi diedero importanti contributi nei campi della letteratura, dell'arte, dell'architettura, della musica, della drammaturgia e nel nuovo mezzo che in quegli anni si stava affermando, il cinema.
Fra le opere di tale periodo possono essere segnalate le caricature politiche di Otto Dix, John Heartfield e George Grosz, il movimento artistico della Neue Sachlichkeit, film come Metropolis di Fritz Lang e molte altre opere prodotte dalla Universum Film AG, il movimento architettonico del Bauhaus, il funzionalismo di Ernst May e Bruno Taut e il cabaret decadente documentato da Christopher Isherwood. In campo musicale emergeva la musica atonale e moderna di Alban Berg, Arnold Schönberg e Kurt Weill.

### Letteratura
Il genere più diffuso era il romanzo filosofico o il romanzo-saggio. Nella letteratura si segnalano alcune sensibilità:
- Völkisch, una corrente che esaltava la guerra, criticava il predominio sulla cultura dei berlinesi, secondo loro corrotti dalla multinazionalità e dall'amore per gli Stati Uniti d'America, e si rifugiava in temi bucolici.
- La letteratura schierata politicamente degli scrittori appartenenti alla Lega degli scrittori proletari rivoluzionari, favorevoli all'utilizzo dei nuovi mezzi di comunicazione di massa. Nel 1929 da quest'area culturale nacque la rivista Die Linkskurve.

Nel panorama letterario scrittori come Alfred Döblin, Erich Maria Remarque e i fratelli Heinrich e Thomas Mann offrirono un freddo ritratto della crisi della politica e della società.
Nel frattempo, nei teatri di Berlino e Francoforte sul Meno andavano in scena opere scritte da Bertolt Brecht o dirette da Max Reinhardt ed Erwin Piscator e spettacoli di cabaret, una forma anticonformista di spettacolo.

### Filosofia
In quel periodo la Germania diventò anche un centro di elaborazioni filosofiche. Nelle sue università medievali le più avanzate teorie sociologiche e della filosofia politica (in particolare il marxismo) si incontrarono con la psicoanalisi freudiana, sviluppando teorie molto influenti nel campo della teoria critica, in particolare all'Istituto di Ricerche Sociali della Scuola di Francoforte, fondata all'università di Francoforte.

### Diritto
Sotto il profilo giuridico «quel laboratorio vivente d'una splendida utopia che fu la Repubblica di Weimar» - essa stessa sotto il profilo costituzionale frutto delle elaborazioni della più moderna teoria del positivismo giuridico - pose «al centro dello Stato - comunità la corporazione sindacale;... Körperschaft sindacale, concepita quale comunità originaria prestatatuale produttiva di diritto attraverso suoi organi indipendenti... [che] rappresentava la libertà collettiva attraverso suoi organi indipendenti... lo Stato si proponeva, con un suo ruolo preciso, quale garante e realizzatore di quella libertà... [e], della necessaria armonia fra proprietà individuale e interessi della economia nazionale».

## Decadenza
Con l'ascesa del nazismo e l'arrivo al potere di Adolf Hitler nel 1933, molti intellettuali lasciarono la Germania diretti in Turchia, Stati Uniti d'America, Regno Unito e altri Paesi. Nei roghi dei libri organizzati dai nazisti furono bruciati numerosi dei testi degli autori della cultura della Repubblica di Weimar e di chiunque la esaltasse. Molti degli intellettuali rimasti furono arrestati o deportati in campi di concentramento. Gli intellettuali della Scuola di Francoforte si trasferirono a New York, dove rifondarono l'Istituto di Ricerche Sociali costituendo la New School for Social Research.

## Principali figure intellettuali

### Arti figurative
- Ernst Barlach – scultore
- Max Beckmann – pittore
- Otto Dix – pittore
- Max Ernst – pittore
- Conrad Felixmüller – pittore
- George Grosz – pittore
- John Heartfield – artista del fotomontaggio
- Erich Heckel – pittore
- Herbert Bayer – pittore e grafico
- Käthe Kollwitz – scultrice e pittrice
- Wassily Kandinsky – pittore
- Ernst Ludwig Kirchner – pittore
- Paul Klee – pittore
- Gerhard Marcks – scultore, litografo e ceramista
- Otto Mueller – pittore
- Gabriele Münter – pittrice
- Emil Nolde – pittore
- Max Pechstein – pittore
- Karl Schmidt-Rottluff – pittore
- Kurt Schwitters – pittore
- Hannah Höch – artista del fotomontaggio

### Architettura
- Peter Behrens – architetto
- Walter Gropius – architetto, fondatore della Bauhaus
- Hugo Häring – architetto
- Margarete Schütte-Lihotzky – prima donna-architetto in Austria e designer della Cucina di Francoforte
- Ernst May – architetto
- Erich Mendelsohn – architetto
- Adolf Meyer – architetto
- Hans Poelzig – architetto
- Bruno Taut – architetto e urbanista
- Mies van der Rohe – architetto

### Letteratura
- Gottfried Benn – poeta
- Bertolt Brecht – drammaturgo
- Alfred Döblin – scrittore
- Stefan George – architetto
- Hermann Hesse – scrittore
- Christopher Isherwood scrittore
- Ernst Jünger – scrittore
- Erich Kästner – scrittore e poeta
- Heinrich Mann – scrittore
- Klaus Mann – scrittore
- Thomas Mann – scrittore
- Erich Mühsam – poeta e drammaturgo
- Erich Maria Remarque – scrittore
- Anna Seghers – scrittore
- Kurt Tucholsky – scrittore satirico
- Hans Fallada - scrittore

### Musica
- Alban Berg – compositore
- Paul Hindemith – compositore e violista
- Otto Klemperer – compositore
- Arnold Schönberg – compositore
- Anton Webern – compositore
- Kurt Weill – compositore
- Maxwell Clarke – tubista

### Filosofia
- Theodor Adorno – filosofo e sociologo
- Walter Benjamin – filosofo e scrittore
- Martin Buber – filosofo
- Martin Heidegger – filosofo
- Max Horkheimer – filosofo

### Scienza
- Max Born – fisico, fondatore della meccanica quantistica
- Werner Heisenberg – fisico, fondatore della meccanica quantistica
- Pascual Jordan – fisico, fondatore della meccanica quantistica

### Teatro e cinema
- Alfred Abel – attore
- Anita Berber – attrice
- Lil Dagover – attrice
- Marlene Dietrich – attrice
- Arnold Fanck – regista
- Carl Froelich – regista
- Greta Garbo – attrice
- Käthe Haack – attrice
- Thea von Harbou – sceneggiatrice, attrice
- Brigitte Helm – attrice
- Fritz Lang – regista
- Ernst Lubitsch – regista
- Erika Mann – produttrice, commediografa, giornalista e attrice
- Friedrich Wilhelm Murnau – regista
- Pola Negri – attrice
- Erwin Piscator – produttore cinematografico e teatrale
- Erich Pommer – produttore cinematografico
- Max Reinhardt – regista
- Lotte Reiniger – animatore
- Hans Richter – regista, attore e scrittore
- Leni Riefenstahl – attrice, regista e ballerina
- Walter Ruttmann – regista
- Leontine Sagan – attrice e regista
- Josef von Sternberg – regista
- Conrad Veidt – attore
- Robert Wiene – regista